# Destination X 2011
Destination X 2011 è stata la settima edizione del pay-per-view prodotto dalla Total Nonstop Action Wrestling (TNA). L'evento si è svolto il 10 luglio 2011 nella IMPACT! Zone di Orlando in Florida.

## Risultati
| # | Risultati                                                                     | Stipulazioni                                                                                   | Durata |
| - | ----------------------------------------------------------------------------- | ---------------------------------------------------------------------------------------------- | ------ |
| 1 | Kazarian ha sconfitto Samoa Joe                                               | Single match                                                                                   | 11:19  |
| 2 | Douglas Williams (con Magnus e Rob Terry ha sconfitto Mark Haskins            | Open Challenge match                                                                           | 07:40  |
| 3 | Eric Young e Shark Boy hanno sconfitto Generation Me (Jeremy Buck e Max Buck) | Tag team match                                                                                 | 07:22  |
| 4 | Alex Shelley ha sconfitto Amazing Red, Robbie E (con Cookie) e Shannon Moore  | Ultimate X match per determinare il Number One Contender al titolo TNA X Division Championship | 10:30  |
| 5 | Rob Van Dam ha sconfitto Jerry Lynn                                           | Single match                                                                                   | 16:51  |
| 6 | Austin Aries ha sconfitto Jack Evans, Low Ki e Zema Ion                       | Fatal four-way match finale del torneo in cui era in palio un contratto con la TNA             | 13:30  |
| 7 | Brian Kendrick ha sconfitto Abyss (c)                                         | Single match per il titolo TNA X Division Championship                                         | 10:39  |
| 8 | A.J. Styles ha sconfitto Christopher Daniels                                  | Single match                                                                                   | 28:27  |
|   |                                                                               | (c) è riferito al campione in carica al momento dell'inizio del match.                         |        |